# 血管外科学
血管外科学（けっかんげかがく、英: vascular surgery）とは、血管の疾患を扱う外科学の一分野。
血管外科学が扱うのは、脳血管疾患および胸部大動脈疾患を除く全身の血管疾患が対象である。脳血管は脳神経外科学が扱い、胸部大動脈は心臓外科学が扱う。大動脈に関しては心臓外科と血管外科で一部オーバーラップする領域であるが、一般には横隔膜の上下（胸部と腹部大動脈）で分けられる。
日本においては心臓外科学と統合され、循環器系統全般を取り扱う心臓血管外科学（cardiovascular surgery）と称されていることが多い。詳細は同項記述を参照。
欧米では一般外科学（general surgery）の一分野とされており、その流れをうけて、日本でも「一般外科」を称する診療科において静脈系（主に静脈瘤等）の手術が行われている所もある。ただし、「一般外科」で動脈系（動脈瘤等）の手術を行う所はほとんど無い。